# داویده باریتی
داویده باریتی (انگلیسی: Davide Bariti؛ زادهٔ ۷ ژوئیهٔ ۱۹۹۱) بازیکن فوتبال اهل ایتالیا است.
از باشگاه‌هایی که در آن بازی کرده‌است می‌توان به باشگاه فوتبال تریستیانا، باشگاه فوتبال آولینو، باشگاه فوتبال ویچنزا، و باشگاه فوتبال ناپولی اشاره کرد.
وی همچنین در تیم‌های ملی فوتبال Italy Lega Pro representative teams و زیر ۲۰ سال ایتالیا بازی کرده‌است.